# 秋山英一
秋山 英一（あきやま えいいち、1925年10月29日 - ）は、日本、韓国の実業家。ロッテ百貨店副社長。

## 経歴
日本タングステンの創業者である秋山英二と母トシの長男として、母の実家である佐賀市多布施に生まれる。父・英二の当時の勤務地であった門司で幼少期を過ごすが、1931年、英二の日本タングステン創業に伴い家族で福岡市に転居し、1938年、福岡県中学修猷館に入学。在学中、家庭教師の当時旧制福岡高校生であった楢崎弥之助から数学と英語を学んでいる。修猷館の同期の友人には、経営学者の林周二、医学者の緒方道彦らがいる。1943年、慶應義塾大学経済学部に進学するが、半年も経たず自主退学し、翌1944年、旧制第五高等学校に進学。1949年、早稲田大学商学部3年に編入。
1951年、早稲田大学を卒業後、三越百貨店に入社。1963年には38歳で大阪三越婦人子供服部長にまで昇進するが、1966年、知人である百貨店福岡玉屋会長の田中丸善八に誘われ、福岡玉屋に入社。この時、長年自分を大切にしてくれた三越に筋を通すため、福岡玉屋社長の田中丸善輔に、三越社長の松田伊三雄へもらい受けの挨拶をさせている。その後、小倉玉屋に移籍し、隣に出店したダイエーとの共存共栄戦略や、藤田田と組んだダイヤモンド販売などのアイデア商法で、小倉玉屋の売り上げを大幅に増大させている。1972年、小倉玉屋常務営業本部長に就任。
その頃、ロッテが韓国で本格的な大型百貨店を始めるため、その計画立案から指揮を執る統括責任者を探していたが、百貨店販売において抜群の実績があり、比較的年齢も若い秋山に白羽の矢が立てられ、ロッテから幾度もスカウトが会いに来た。当初乗り気ではなかった秋山は、依頼を断るつもりで直接ロッテ創業者の重光武雄に会った。しかし、重光の強い情熱に打たれ、勧められてソウルの街を視察し、街に溢れる活気に驚き、その一方で、流行の先端を行くファッションリーダーが不在であること、日本とは異なる商習慣などを見て、韓国における本格的な百貨店経営に挑戦したいと考え、ロッテに入社することを決意する。1977年、韓国ロッテホテル常務・百貨店事業本部長として迎えられる。この時、長年自分を大切にしてくれた玉屋に筋を通すため、重光に福岡玉屋社長の田中丸善司、小倉玉屋社長の田中丸善昌へもらい受けの挨拶をさせている。なお、後にわかったことであるが、重光は百貨店を始めるにあたり、秋山の前にダイエーの中内㓛と提携しており、中内は市場調査まで行なったが撤退していた。
”ソウルの中心から韓国国民の生活を明るく豊かにするお手伝いをする”という目標のもと、秋山の挑戦は始まった。当時の韓国では、客が声をかけたらようやく振り返るというのが店員の当たり前の態度であった。韓国では、家族や親戚への礼は尽くさなければならないが、他人に必要以上に親しげに振る舞わないという文化があったからである。そこで秋山は、韓国の既存の百貨店の接客態度を変えなければならないと思い、日本式の御辞儀、挨拶を導入することにした。当初は韓国の文化にそぐわないとの批判もあったが、その後のロッテ百貨店の成功により、この日本式接客はソウルの他の百貨店にも次第に広がり、現在は韓国の百貨店業界で完全に定着している。同時に、それまで韓国の百貨店では、業者に売り場を貸すテナント方式が半分以上を占め、値札もまともに付いていない状況であったが、これを改め、直営販売を90%程度にし、掛け値なしの正札販売という経営の基本を固めた。
1979年12月17日、いよいよロッテ百貨店はオープンした。重光オーナーのテープカットの後、クラシックファンであった秋山の選曲でオペラ「アイーダ」の凱旋行進曲が流されたが、ここからその後韓国各地の百貨店においてアイーダの凱旋行進曲が開店時の曲として定着していく。この開店初日の来店者数は約十万人にまで達し大成功となった。このソウル本店の開店を皮切りに、その後釜山店等の韓国各地のロッテ百貨店の開業を指導・担当していく。
日本では1975年あたりからデパートでバレンタインセールが行われるようになっていたが、秋山は韓国でもそれを取り入れようとした。会議で提案しても、バレンタインデーそのものを誰も知らないような状況で、メディアからも「日本の悪しき消費文化が韓国の若者を毒する」などと批判されたが、すぐに一般化し、1997年にはソウル本店だけで5億ウォンを売り上げるまでになった。
また、秋山はヒット商品の開発にも意欲的に取り組んだ。日本人観光客から「味付け海苔は無いのか」と尋ねられたのをきっかけに、ごま油と塩で海苔を味付けした商品を並べたところ、観光客だけではなく韓国人にも好評だった。そして、韓国の生活水準が向上する中で、必ず韓国でも一人暮らしの男女が増えてライフスタイルが変わると考え、小分けにしたパック入りキムチの導入に踏み切った。これはキムチを毎食食べる韓国人の常識からは外れていたため、当初は社内でも大反対の意見が出た。しかし、パック入りキムチは、案の定日本人観光客に土産品としてよく売れたが、韓国人にもよく売れた。地方から多くの人がソウルに集中する中で、やはり一人暮らしの人も増えていたのである。秋山が考案した、この「韓国風味付け海苔」と「パック入りキムチ」は、その後韓国を代表する土産品として定着していくことになる。
その後、全天候型テーマパーク「ロッテワールド」と、デパート、ホテルをあわせた複合施設の建設プロジェクトにも参画し、デパート、ホテルが1988年11月、テーマパークは1989年7月にオープンしている。1988年、ロッテ百貨店を運営するロッテショッピングの副社長営業総括担当に就任し、1995年、同常任顧問を務めた後にロッテを退任。その後、多くの韓国流通企業の顧問も務める。
ロッテ百貨店で秋山の薫陶を受けた数多くの人々が、後に韓国全土に広がり、現在の韓国百貨店業界を支えており、「韓国百貨店業界の父」として多くの流通担当者から慕われている。